# 4082 Суонн
4082 Суонн (4082 Swann) — астероїд головного поясу, відкритий 27 вересня 1984 року.
Тіссеранів параметр щодо Юпітера — 3,468.